# Méziré
Méziré és un municipi francès, es troba al departament del Territori de Belfort i a la regió de Borgonya - Franc Comtat. L'any 2006 tenia 1352 habitants.

## Geografia
Se situa a la vora de l'Allan, riu que neix de la unió de la Bourbeuse i de l'Allaine.

## Demografia
| 1962 | 1968 | 1975 | 1982 | 1990 | 1999 |
| ---- | ---- | ---- | ---- | ---- | ---- |
| 978  | 1090 | 1252 | 1326 | 1150 | 1255 |